# Alpha Brøndby
Alpha - ofte nævnt som Alpha Brøndby - blev dannet i 2006 og er en fangruppe, der har til formål at støtte fodboldklubben Brøndby IF. Alpha har i mange år stået på midten af den nedre del af Sydsiden, der er tribunen, hvor de mest aktive Brøndbyfans har stået igennem årtier. Efter at Brøndby IFs aktiemajoritet blev solgt til nye ejere, de primært amerikanske Global Football Holdings, flyttede Alpha væk fra den nedre del af Sydsiden, som en del af nogle større protester mod de nye ejere. Efter nedtrapningen af de aktive protester, valgte gruppen at blive på den øvre del af Sydsiden, hvor der i samarbejde med klubben blev oprettet et lukket stemningsafsnit. Dette er noget, de aktive fans i klubben længe har ønsket. 
Alpha står for størstedelen af de flag, bannere og trommer, der er at finde på tribunen og det er også primært Alpha, der er aktive i Brøndby Tifo. Alpha står ligeledes bag det uofficielle merchandise-mærke Sydsiden, som sælges både online og i en fysisk bod på stadion på kampdage. 
Gruppen var tidligere engageret i online-fanzinet Alle Hader Os, Brøndby Supporters Trust og en lang række andre projekter. I dag er de blandt andet engagerede i Fanafdelingen.
Alpha har en tæt tilknytning til ultrasgruppen The Unity fra den tyske storklub Borussia Dortmund. 